# Age of Empires III: The WarChiefs
Age of Empires:The WarChiefs es un videojuego para computadoras personales, la primera expansión de Age of Empires III, que al igual que el juego principal está diseñada por Ensemble Studios.

## Nuevas Civilizaciones
The WarChiefs añade tres nuevas civilizaciones nativas americanas: los iroqueses, los sioux, y los aztecas. Esta decisión no está exenta de polémica, pues Age of Empires III no incluyó civilizaciones nativas para realizar un juego políticamente correcto y no incluir ninguna referencia al genocidio aborigen. De hecho, en Age of Empires III la única forma de luchar contra guerreros nativos es que un enemigo del Viejo Mundo se alíe con una tribu nativa. Los edificios de las aldeas y ciudades nativas no pueden ser atacados, pero todo eso cambiará en la expansión. Los Aztecas tienen a su metrópoli de donde recibir refuerzos mientras que los Sioux y los Iroqueses tienen consejos tribales. En el juego aparecen nuevas tribus nativas minoritarias que remplazan a las ex civilizaciones Minoritarias del juego original, estas son: los sioux que serán sustituidos por los Cheyenne, los iroqueses por los hurón y los aztecas por los zapotecas.
Las tres nuevas civilizaciones tendrán nuevas unidades únicas y cada una tendrá nuevas habilidades.
| Civilización | Metrópoli/Consejo Tribal | Bonos Únicos de cada Civilización                                          | Líder      |
| Iroqueses    | Caughnawaga              | Los soldados poseen más puntos de resistencia, comienzan con 1 Travois.    | Hiawatha   |
| Sioux        | Hunkpapa                 | Bonificación de velocidad, comienzan con 200 de población automáticamente. | Gall       |
| Aztecas      | Tenochtitlán             | Doble de experiencia por muerte, comienzan con 1 sacerdote guerrero.       | Cuauhtémoc |

## Nuevos contenidos
The WarChiefs cambia varias características de Age of Empires III. Trae nuevas civilizaciones, nuevas cartas, nuevos edificios, dos nuevas campañas, nuevas unidades y varios cambios más. Las tres nuevas civilizaciones son los iroqueses, los sioux y los aztecas.
Tiene también nuevas tribus indígenas minoritarias, las cuales son los hurón que remplazarán a los iroqueses, los cheyennes remplazando a los Lakotas (Sioux) y los zapotecas, remplazando a los aztecas. También se incluyen los klamath, los apaches, los navajos, y los mapuches. 
Incluye 6 mapas nuevos California, Andes, Orinoco, Desierto pintado, Araucanía con 3 variantes cada uno: Norte, Sur y Centro, y los Territorios del Noroeste.
- Dos nuevas campañas (Fuego y Sombras).
- Tres nuevas civilizaciones nativas con las que jugar: la Confederación Iroquesa, la Nación Sioux y el Imperio Azteca.
- Dos nuevos edificios europeos: el Bar, que es exclusivo de las civilizaciones europeas, y la Embajada Nativa, que puede ser creada por cualquier civilización.
- Una nueva habilidad para los europeos: la de alentar una revolución para luego independizarse.
- Entre las nuevas características del juego están las minas de cobre y de hojalata, que se agregan a las de oro y las de plata en el juego original.
- La Embajada Nativa es un edificio que crea unidades indígenas de las tribus donde has construido un puesto comercial en un asentamiento nativo. Por ejemplo: si se construye un puesto comercial en un asentamiento inca puedes crear unidades inca desde la Embajada Nativa.
- El Bar o Salón de Mercenarios es un edificio único de las civilizaciones europeas en el cual se podrán crear mercenarios y forajidos.
- Una nueva forma de ganar: al controlar cierto número de puestos comerciales que varían con el mapa, se puede pagar para realizar esta habilidad, luego comenzará un conteo atrás, al cabo del cual, si ninguno de los puestos ha caído, se gana la partida.
- Además hay una habildad especial para todas las civilizaciones denominada Sigilo, el cual consiste en que algunas unidades se tornen invisibles para espiar a los enemigos, sin embargo los espías, los exploradores y centros urbanos neutralizan dicha habilidad.
- Los aldeanos nativos pueden construir un edificio llamado hoguera que al tener asignados aldeanos a ella puede realizar bonificaciones únicas durante la partida

## Revoluciones Independentistas
Estando en la Edad Industrial, si juegas con una metrópolis europea u otomana, se te dan 2 alternativas: Avanzar a la Edad Imperial de forma normal; o bien, por una cantidad de recursos mucho menor, iniciar una "Revolución" que convertirá a la colonia en un país americano con su debido líder, que dará una bonificación determinada.
Cuando el jugador quiere realizar una revolucíón, tiene que elegir entre dos políticos para convertirse en el país revolucionario deseado. Al realizarlo, aparecerá en grandes letras "¡Te has sublevado contra tu madre patria!" junto con una imagen de dos pistolas entrecruzadas, luego la música de fondo cambia a un ritmo más enérgico y todos los colonos se convierten en unidades de milicia colonial (soldados similares a los mosqueteros pero incapaces de recoger recursos). Ya no se pueden crear más colonos o pesqueros (de estos últimos se conservan los que el jugador tenía antes del inicio de la revolución) lo que afecta gravemente la economía del jugador revolucionario. No afecta a bancos o fábricas. 
La metrópolis europea es reemplazada por una ciudad en el Nuevo Mundo, donde solo existen 4 cartas de envío: un fuerte, 16 unidades de milicia colonial, 4 ametralladoras Gatling y  2 buques acorazados. Estos 4 envíos se pueden realizar cuantas veces se quiera (aunque el límite máximo de acorazados es por defecto de tres). Finalmente, recibirá unidades y/o mejoras según el político seleccionado. 
Es importante mencionar que en algunas de las revoluciones, la "Madre patria" no corresponde a la histórica, sino que a otra civilización del juego. Esto por motivos de equilibrio, ya que por ejemplo los españoles podrían elegir entre la mayoría de los países sublevados, mientras que el resto de las civilizaciones tendría disponibles dos, uno o ninguno.
| Nación | Revolucionario | Ventajas                                                                                  | Disponible para          |
|        | San Martín     | Entrega 6 Howitzers. Todos los morteros mejorarán a Howitzers.                            | Alemanes                 |
|        | Bonifácio      | 30 guerreros tupíes se unirán a tu causa. Todos los nativos mejorarán a nivel Legendario. | Portugueses y holandeses |
|        | O'Higgins      | Otorga 10 Húsares Imperiales. Todos los Húsares son mejorados a nivel Imperial.           | Otomanos y españoles     |
|        | Santander      | Entrega 3 buques acorazados.                                                              | Otomanos y rusos         |
|        | Louverture     | Milicia colonial con más puntos de resistencia.                                           | Franceses y británicos   |
|        | Hidalgo        | Un grupo de forajidos se unirán a tu causa.                                               | Españoles y portugueses  |
|        | Bolívar        | Todas las unidades aumentan sus puntos de resistencia en un 5%.                           | Rusos y alemanes         |
|        | Washington     | Las ametralladoras Gatling tendrán más puntos de resistencia.                             | Británicos y holandeses  |

Nota Importante
La bandera donde aparece el revolucionario Santander, de manera legal e históricamente, pertenece a la Bandera de Guerra a Muerte de Bolívar en el que se estableció la Segunda República de Venezuela.

## Historia
La campaña, que es de 15 misiones de largo, incluye a la familia Black en un ambiente más histórico. El primer acto, Fuego, sigue a Nathaniel Black (hijo de John Black y padre de Amelia Black) a medida que gasta la fortuna de toda la familia para apoyar a la Revolución Americana. El segundo acto, Sombras, sigue al hijo de Amelia Black, Chayton Black, y se abre durante la Guerra de Nube Roja. La ciudad natal de ambos actos es la propiedad de la familia Black.

### Acto I: Fuego
La campaña Fuego inicia con Nathaniel y Kanyenke tratando de convencer a los mohawk y a los seneca de no luchar en la guerra. Sin embargo, son emboscados, y luego se dirigen a un pueblo oneida cercano. Atacan un centro urbano, y lo destruyen, causando que los séneca (o mohawk, dependiendo a quien se haya atacado) huyan. Cuando Nathaniel regresa, encuentra que los mohawk y algunos hombres blancos han capturado a varios aldeanos y a su madre. Encuentran que Nonahkee ha sido capturada por Sven Kuchler, un general de Hesse. Rescatan a Nonahkee, pero Kuechler y su ejército principal escapa. Después de esto, la Confederación Iroquesa se disuelve. La aldea de Nathaniel apoya a los colonos, y Nathaniel se dirige a Boston, donde sus hombres ayudan a defender un reducto en Breed's Hill de los ataques británicos. 
Después de que Washington toma el mando una serie de derrotas conduce a los coloniales de regreso a través del Delaware, donde son unidos por Nathaniel. A partir de aquí, Washington lidera una pequeña fuerza, incluyendo a Nathaniel, a través del Delaware donde atacan un campamento de Hesse en Trenton y derrotan a la retaguardia del ejército en Princeton. Esto es seguida por otra victoria en la Batalla de Saratoga. Sin embargo, el ejército es derrotado una vez más en Brandywine y Germantown y se ve obligado a acampar para pasar el invierno en Valley Forge, donde sufren mucho el frío. Esto lleva a Nathaniel a utilizar la mayoría de la fortuna de su familia para abastecer al ejército durante el invierno. 
El siguiente escenario es la batalla ficticia de Morristown, donde Nathaniel tiene su oportunidad para vengarse de Kuchler, que lidera un intento de destruir el capitolio de Morristown. Usando los envíos de artillería que recibe de Washington, Nathaniel se cuela por todo el flanco de Hesse y libera Morristown. Negándose a aceptar la derrota, Kuchler conduce un ataque suicida contra Nathaniel y es asesinado. Después de la muerte de Kuchler, se dice que Nathaniel luchó en Charleston, Camden y King's Mountain. A medida que la marea empieza a volverse a mover en favor de los colonos, los franceses se unen a la guerra y ayudan a la revolución a ganar la victoria en Yorktown, donde Nathaniel es instrumental en la captura de varios reductos. Con la revolución ganada, Nathaniel regresa a casa como un hombre pobre por haber gastado su fortuna en el ejército. Durante el video introductorio de la campaña (donde Nathaniel está en Yorktown), el "Viejo Focha" del tercer acto (Morgan Black) del juego anterior, se le puede ver observando la victoria de su biznieto.

### Acto II: Sombras
Chayton Black es el hijo mitad lakota de Amelia Black. En 1866 él está ampliando la Compañía de Ferrocarril Halcón hacia el oeste a lo largo de la Ruta Bozeman, pero acaba en medio de la Guerra de Nube Roja, en la que él ayuda a defender el camino del bosque de los sioux. Es aquí donde se hace amigo del intendente de Fort Laramie, William "Billy" Holme, un veterano de la guerra civil. Diez años más tarde, en 1876, regresa Chayton al oeste y otra vez se encuentra con Holme, ahora un sheriff, quien le informa de una enorme cantidad de oro en Black Hills, Dakota. Después de defender muchos campamentos mineros de los ataques de los sioux, Chayton va a ver a Caballo Loco a establecer un tratado de paz. Sin embargo, Holme y algunos de los mineros llegan y emboscan a los sioux antes de que Chayton puede iniciar las negociaciones, destruyendo cualquier oportunidad de paz. Chayton sigue del lado de Holme, y defiende a sus trabajadores, ya que deben recoger leña para construir un fuerte. Aunque recibe la orden de destruir una aldea sioux a pesar de que éstos no les hayan hecho nada, se vuelve contra Holme y, aliándose con los sioux, destruye el fuerte. Chayton convence al General Custer, que recientemente ha llegado a la zona, de darle un día para encontrar a Holme. Chayton persigue a Holme hacia el sur y se enfrenta a él en una mina. Chayton intenta resolver la situación pacíficamente, pero al final Holme saca una pistola contra Chayton. Sin embargo Chayton es más rápido y logra dispararle a Holme, que cae por un pozo de la mina. Chayton luego trata de convencer al General Custer de no atacar a los sioux en Little Big Horn, pero Custer se rehúsa porque Chayton ha demorado más del tiempo que le había concedido. Custer le dice a Chayton que ya no puede nadar entre dos aguas, exigiéndole decidir si es blanco o indio. Chayton está de acuerdo en que debe elegir, y luego se despide de Custer y cabalga para unirse a los sioux.
Chayton se pone ropa sioux y pintura de guerra de una mano de color rojo sangre en la boca. A continuación, ayuda a reunir a los sioux y lucha con ellos en Little Big Horn. Durante la batalla, puede oírse al General Custer reclamar a Mayor Marcus Reno y al Capitán Frederick Benteen por su no apoyo. Después de la batalla, Amelia Black narra que nunca vio a su hijo otra vez, pero que había oído que Chayton fue asesinado, ya sea en Wounded Knee en 1890, donde se necesitó una docena de soldados de caballería para acabar con él, o vivió sus días en Black Hills con su esposa e hijos.
En Age of Empires III: Definitive Edition se han realizado varios cambios en la historia de Chayton, como el hecho de que él y Holmes se conocen desde la Guerra Civil. La ascendencia Sioux de Chayton también está más enfocada, y su tío Lakota "Frank" Warbonnet reemplaza los roles de Amelia y Caballo Loco. La historia de la Guerra de Nube Roja ha sido reemplazada por un aumento de forajidos que amenaza tanto a Fort Laramie como a las tribus nativas. La amenaza sobre los campamentos mineros también se ha cambiado para presentar una nueva banda de forajidos que surgió entre las visitas de Chayton. Y después de la batalla final contra las fuerzas de los Estados Unidos, Chayton le dice a su tío que planea dejar atrás tanto a la tribu como a la Compañía Halcón, lo que implica que desaparecerá para emprender un viaje.

## Nuevas unidades
Iroqueses:
- Jefe de guerra iroqués: es el reemplazo del explorador europeo, incrementa los puntos de vida de las unidades cercanas, también puede convertir a los guardianes de tesoros. Puede realizar un disparo especial con mucho impacto.

- Tomahawk: es un lanzador de hachas. Su papel es muy parecido al de un mosquetero europeo. Disponible desde la segunda edad.

- Aenna: arquero a pie disponible desde la segunda edad, tiene bonificación contra infantería y caballería ligera.

- Merodeador del bosque: especie de guerrillero disponible desde la tercera edad. Posee la habilidad sigilo.

- Jinete Kanya: caballería ligera de la segunda edad. Tiene un papel parecido al de un húsar.

- Mosquetero: caballería efectiva contra caballería, es muy similar al Dragón y está disponible desde la tercera edad.

- Asediador: unidad de asedio provista de un mantelete que puede proteger a las unidades aliadas. Está disponible desde la tercera edad. Es efectivo contra fuertes y destacamentos.

- Cañón ligero: cañón efectivo contra infantería y artillería pero no tan bueno como un cañón europeo, disponible desde la cuarta edad.

- Ariete: bueno para destruir edificios. Parecido al ariete nórdico de Age of Mythology.

Sioux:
- Jefe de guerra sioux: habilidad para volver más rápido al ejército, pero montado a caballo por lo que lo hace más rápido.

- Garrote de guerra: Unidad de infantería cuerpo a cuerpo básica. Es similar al rodelero español pero mucho más barato y débil.

- Arco cetán: Unidad de infantería a distancia, disponibles desde la segunda edad.

- Rifle wakina: Es una unidad de infantería de la tercera edad.

- Jinete con hacha: Caballería ligera cuerpo a cuerpo disponible en la segunda edad.

- Jinete arquero: Caballería con ataque a distancia.

- Jinete con rifle: Efectivo contra la caballería e infantería pero sin tanta distancia como el jinete arquero.

- Merodeador tashunke: Caballería con habilidad de sigilo.

- Soldado lobo: Caballería de élite, solo disponible con tecnologías especiales, danzas y envíos desde el consejo tribal.

Aztecas:
- Jefe de guerra azteca: aumenta la experiencia cuando derrotan a un enemigo, puede hacer un ataque especial con área de efecto.

- Macehualtin: Guerrero con honda. Semejante al strelet.

- Lancero Puma: Equivalente del piquero europeo, pero más caro y fuerte.

- Corredor Coyote: Infantería ligera con espada y escudo rápida, similar al rodelero.

- Caballero Merodeador Jaguar: Infantería poderosa con habilidad para camuflaje.

- Caballero Águila: Infantería rápida con ataque a distancia corto. Dispara lanzas con el átlatl. Muy efectivos contra la caballería.

- Caballero arco: Arquero de tiro largo poderoso con un largo alcance. Efectivo contra la artillería, edificios y barcos.

- Caballero Cráneo: Infantería muy poderosa, solo disponible con tecnologías especiales, envíos desde la metrópoli o danzas en la hoguera.

- Sacerdote Guerrero: Unidad sanadora que se crea en la hoguera y tiene la habilidad de danzar en ella, este reemplaza al curandero de los sioux y los iroqueses (equivalente a su vez de los sacerdotes europeos), además es el único que tiene la habilidad de atacar a unidades enemigas. Los aztecas disponen de un sacerdote guerrero al comenzar cada partida.

Civilizaciones europeas:
- Espía: unidad sigilosa que se especializa en matar mercenarios y Exploradores.

- Carga explosiva: explota (por lo que desaparece) al atacar un edificio.

- Artillería a caballo: es un cañón más rápido y ligero que los habituales.

Unidades disponibles en la Revolución:
- Milicia colonial: Todos los colonos se convierten en miembros de la milicia tras elegir una revolución. Son semejantes a los mosqueteros, pero son más débiles.

- Acorazado: Barco de guerra de gran alance.

- Ametralladora Gatling: Cañón de repetición, similar al cañón de salvas portugués.

## Demo
El demo de Age of Empires 3: The WarChiefs se puede conseguir de la página oficial de juego; este te permite jugar con la Confederación Iroquesa o los Alemanes en el mapa de California. También están disponibles los 2 primeros escenarios de la continuada campaña del juego.También el demo te permite jugar en todas las eras de la del descubrimiento hasta la imperial. Lamentablemente no podrás acceder al nivel 10 de tu colonia.